# 五家镇 (赤峰市)
五家镇，是中华人民共和国内蒙古自治区赤峰市元宝山区下辖的一个乡镇级行政单位。

## 行政区划
五家镇下辖以下地区：
五家社区、金桥村、房身村、五家村、北台子村和望甘池村。